# Monsummano Terme
Monsummano Terme település Olaszországban, Toszkána régióban, Pistoia megyében. Lakosainak száma 20 731 fő (2023. január 1.). Monsummano Terme Larciano, Pieve a Nievole, Ponte Buggianese és Serravalle Pistoiese községekkel határos.

## Népesség
A település lakossága az elmúlt években az alábbi módon változott:
| Lakosok száma | 21 348 | 21 141 | 20 731 |
|               | 2017   | 2018   | 2023   |